# 观海路街道
观海路街道原是中国山东省青岛市市南区下辖的一个街道，现已撤销。

## 行政区划
观海路街道下辖观海山社区、浙江路社区、平度路社区。